# معركة ديان بيان فو
معركة ديان بيان فو هي معركة مصيرية بين قوات اتحاد تحرير فيتنام والجيش الفرنسي الذي كان مدعومًا من قوات من حلف الناتو، من 13 مارس إلى 7 مايو 1954. دارت رُحاها بين قوات الاتحاد الفرنسي الاستعمارية ممثلة في فيلق مشاة الشرق الأقصى وقوات الفيت مين (قوات اتحاد استقلال فيتنام) الثورية. لم تكن الولايات المتحدة طرفًا رسميًا في الحرب، لكنها شاركت سرًا من خلال تقديم المساعدات المالية والمادية للاتحاد الفرنسي، عن طريق مشاركة قوات أمريكية متعاقدة مع وكالة المخابرات المركزية الأمريكية في المعركة. وبالمثل، قدمت جمهورية الصين الشعبية والاتحاد السوفييتي دعمًا حيويًا للفيت مين، بما في ذلك معظم مدفعيتهم وذخائرهم.
بدأ الفرنسيون عملية لإنزال ودعم جنودهم في منطقة ديان بيان فو، أقصي غرب فيتنام على الحدود مع لاوس، في عمق منطقة اتحاد تاي المتمتعة بالحكم الذاتي في التلال الواقعة شمال غرب تونكين. كان الغرض من العملية هو قطع خطوط إمداد قوات فيت مين الثورية إلى مملكة لاوس المجاورة (حليفة فرنسا)، وجر الفيت مين إلى مواجهة كبرى من أجل تدميرهم. كانت الخطة هي إعادة إمداد المواقع الفرنسية عن طريق الجو، وهي استراتيجية تم تبنيها على أساس الاعتقاد بأن الفيت مين ليس لديها قدرات مضادة للطائرات.
ومع ذلك، حاصرت الفييت مين، بقيادة الجنرال جياب، الفرنسيين من جميع التلال المُحيطة. فقد أحضروا كميات هائلة من المدفعية الثقيلة (بما في ذلك المدافع المضادة للطائرات)، التي لم يتخيل الفرنسيون انه من الممكن إحضارها داخل الغابات العميقة الكثيفة، وتمكنوا من نقل هذه الأسلحة الضخمة عبر التضاريس الصعبة عن طريق تفكيكها ونقلها بواسطة أفراد من الرجال والنساء المُرتجلين على المنحدرات الخلفية للجبال وحفر الأنفاق عبر الجبال وتجهيز المدافع لاستهداف الموقع الفرنسي.
في مارس، بدأت الفييت مين قصفًا مدفعيًا ضخمًا على الدفاعات الفرنسية. حيث أن الموقع الاستراتيجي لمدفعيتهم جعلها منيعة تقريبًا أمام نيران البطاريات المضادة الفرنسية. تلا ذلك قتال عنيف على الأرض، يُشبه حرب الخنادق في الحرب العالمية الأولى. في بعض الأحيان، إستطاع الفرنسيون صد هجمات الفيت مين على مواقعهم بينما كان يتم إستقدام الإمدادات والتعزيزات عن طريق الجو. مع اجتياح المواقع الرئيسية، تقلص المحيط الفرنسي، وأصبحت عملية إعادة الإمداد الجوي التي وضع الفرنسيون آمالهم عليها مستحيلة، ومع تسبب نيران الفيت مين المضادة للطائرات في خسائر فادحة وبالإضافة لقصف المدفعية لمهبط الطائرات، أصبح الإقلاع والهبوط غير مُمكن، وصل عدد أقل فأقل من تلك الإمدادات إلى الفرنسيين.
تم اجتياح أخر مواقع الحامية في مايو بعد حصار دام شهرين، واستسلمت معظم القوات الفرنسية. هرب عدد قليل من الرجال إلى لاوس. ومن بين 11,000 جندي فرنسي تم أسرهم، نجا 3.300 فقط من السجن. استقالت الحكومة الفرنسية في باريس. رئيس الوزراء الجديد أيد الانسحاب الفرنسي من الهند الصينية.
كانت معركة ديان بيان فو معركة حاسمة. انتهت حرب الهند الصينية الأولي بعد فترة وجيزة وتم التوقيع على اتفاقيات جنيف 1954. وافقت فرنسا على سحب قواتها من جميع مستعمراتها في الهند الصينية الفرنسية، مع النص على تقسيم فيتنام مؤقتًا عند خط العرض 17، مع إعطاء السيطرة على الشمال إلى الفييت مين كجمهورية فيتنام الديمقراطية تحت حكم هو تشي مينه، وأصبح الجنوب تحت سيطرة الجمهورية الفيتنامية، اسميًا تحت الإمبراطور باو داي، مما منع هو تشي مينه من السيطرة على فيتنام بأكملها.

## الجيش الفيتنامي
خسائره تعدت ثلاث أضعاف الخسائر الفرنسية ولكن كان الانتصار الحقيقي عندما خرج قائد الجيوش الفرنسية حاملاً الراية البيضاء معلناً انتصار جيش فيتنام.
وكان قائد الجيش الفيتنامي هو الجنرال فون نجوين جياب

## الجيش الفرنسي

### المشاة
جيش أفريقيا :
- الكتيبة الأولى، الفوج الأول المشاة الجزائرية.
- الكتيبة الثالثة، الفوج الثالث المشاة الجزائرية.
- الكتيبة الخامسة، الفوج السابع المشاة الجزائرية.
- الكتيبة الأولى، الفوج الرابع المشاة المغربية
- المجموعة المغربية دفوف

## معرض صور

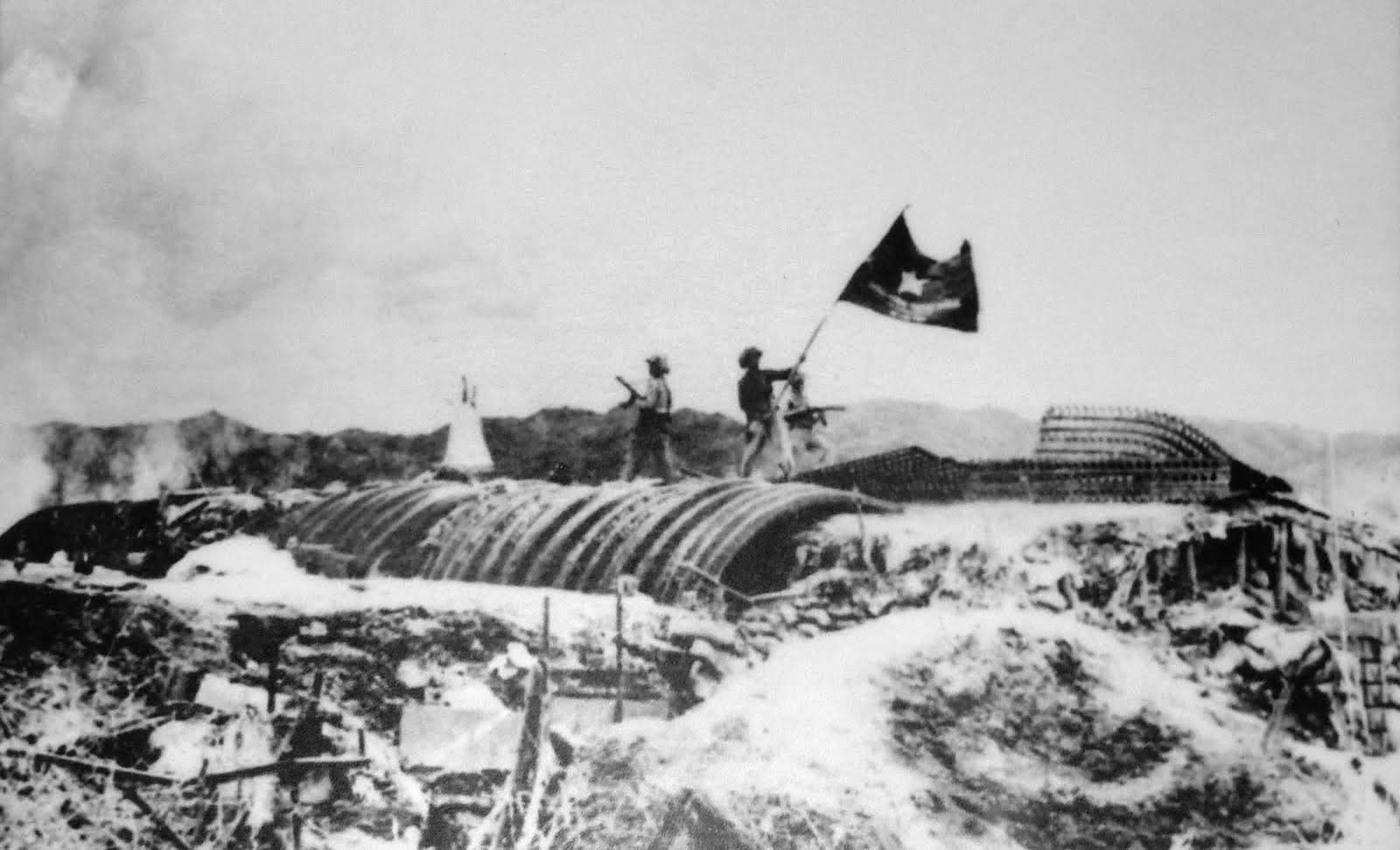
رفع العلم الفيتنامي بعد المعركة
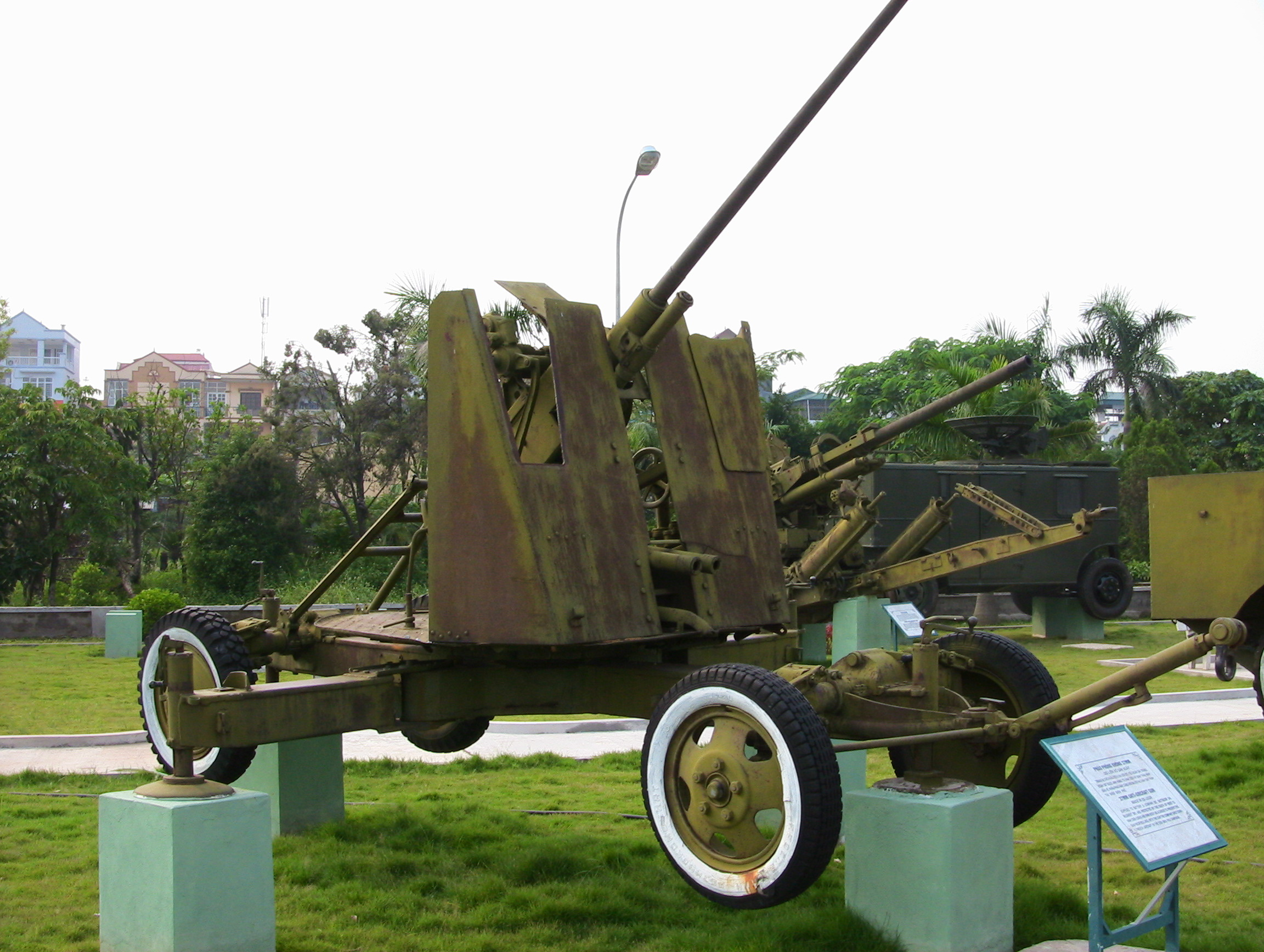
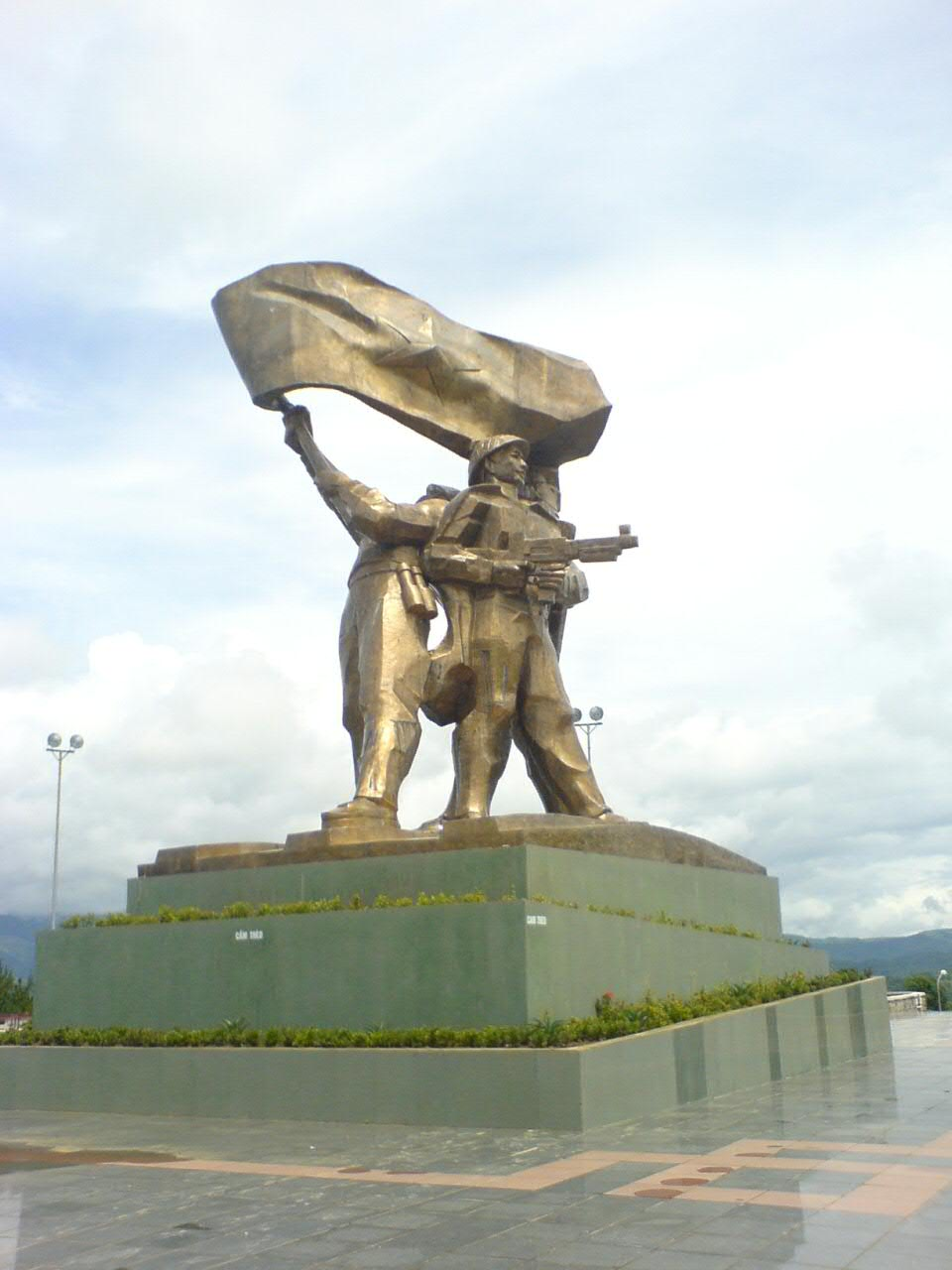
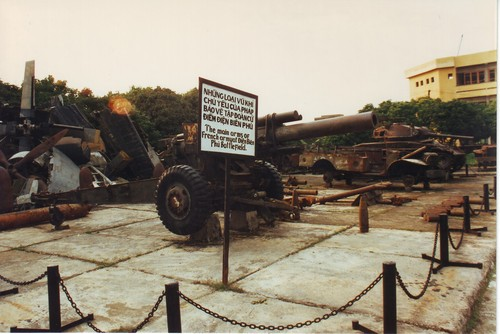
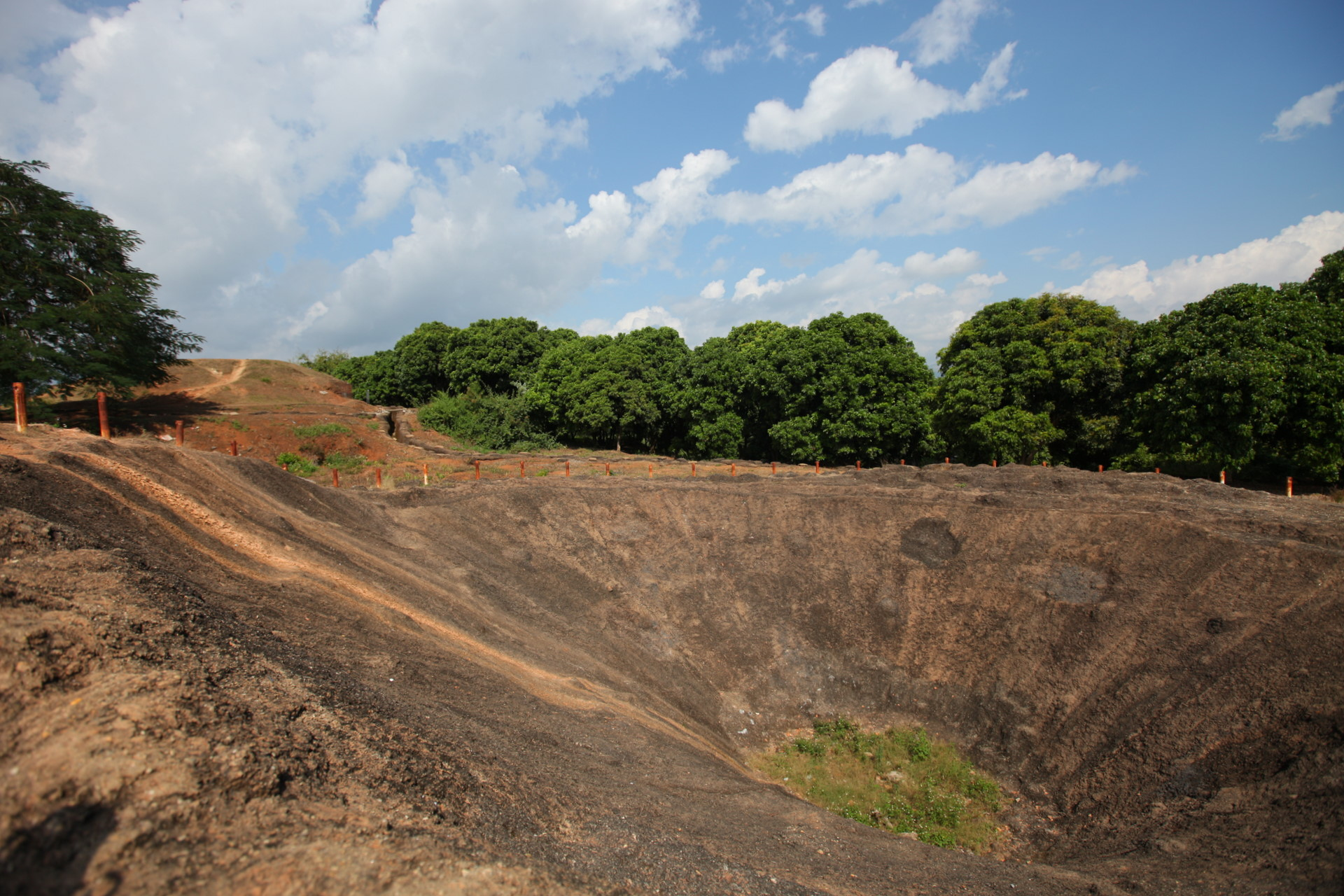
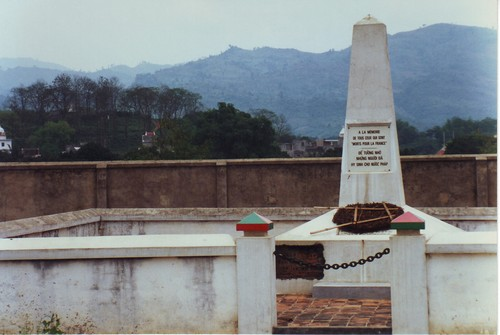

## اقرأ أيضاً
- حرب فيتنام
- فون نجوين جياب
- أزمة مايو 1958